# 野村リビングサポート
野村リビングサポート株式会社（のむらリビングサポート）は、かつて存在した日本のマンション管理会社・不動産会社で、野村不動産グループの一員。
2013年9月末現在の管理戸数は127,822戸。2014年4月1日、野村ビルマネジメントと合併、野村不動産パートナーズとなった。

## 沿革
- 1977年4月 - 野村ビル総合管理株式会社（野村ビルマネジメント株式会社を経て現・野村不動産パートナーズ株式会社）の住宅管理部門としてマンション管理業務を開始。
- 1991年2月 - 野村ビル総合管理が、子会社として野村住宅管理株式会社を設立。
- 2001年4月 - 野村住宅管理が野村リビングサポート株式会社に商号変更。
- 2006年10月 - 親会社の野村不動産ホールディングス株式会社が東証一部上場。
- 2009年1月 - 株式会社ゼファーコミュニティーの全株式を取得し、完全子会社化[1]。
- 2009年9月 - ゼファーコミュニティーを吸収合併[2]。
- 2010年12月 - 子会社として野村不動産リフォーム株式会社を設立。
- 2013年10月 - 野村ビルマネジメントとの合併を発表[3]。
- 2014年4月 - 野村ビルマネジメントが野村リビングサポートを合併し、野村不動産パートナーズ株式会社に社名変更。